# VfB Friedrichshafen
Der Verein für Bewegungsspiele VfB Friedrichshafen e. V., kurz VfB Friedrichshafen e. V., ist ein Sportverein aus Friedrichshafen mit 4.116 Mitgliedern (Jahresendstand 2024) in 24 verschiedenen Abteilungen und einer Kindersportschule. Sportliches Aushängeschild sind die Volleyball-Profis der Männer - nach den Berlin Recycling Volleys die erfolgreichste Mannschaft der 1. Bundesliga. Größter internationaler Erfolg war der Gewinn der European Volleyball Champions League 2007. Die Mannschaft der Badminton-Abteilung spielte ebenfalls in der ersten Bundesliga. Die Fußballer spielten in den 1930er und 1940er Jahren erstklassig. Auf nationalen Meisterschaften in der Jugend, bei den Aktiven und auch Senioren (Veteranen) ist der VfB regelmäßig in den Sportarten Boxen, Badminton, Fechten, Kanu, Leichtathletik und Volleyball vertreten. 

## Geschichte
Der VfB Friedrichshafen wurde im Herbst 1909 als 1. FC 1909 Friedrichshafen gegründet, benannte sich jedoch 1919 in VfB Friedrichshafen um. Nach der Auflösung des Vereins 1946 wurde er zunächst als Sportgemeinde Friedrichshafen wieder gegründet, die 1949 wieder den Vereinsnamen VfB annahm. Heute ist der Verein u. a. über den Turngau Oberschwaben Mitglied im Schwäbischen Turnerbund.

## Volleyball (Männer)
Die erste Männermannschaft spielt seit 1987 durchgehend in der Bundesliga, gewann 13 Deutsche Meisterschaften und ist Rekordpokalsieger. Die zweite Männermannschaft, die „Volley YoungStars“ („VYS“), spielt als Nachwuchsteam in der zweiten Bundesliga.

### Mannschaft
Der Kader der Saison 2025/26 besteht aus folgenden Spielern.
| Name                      | Nr. | Nation             | Größe  | Geburtsdatum  | Position | im Verein seit | Vertrag bis |
| ------------------------- | --- | ------------------ | ------ | ------------- | -------- | -------------- | ----------- |
| Aleksa Batak              | 8   | Serbien            | 1,95 m | 18. Jan. 2000 | Z        | 2023           | 2026        |
| Marcus Böhme              | 11  | Deutschland        | 2,12 m | 25. Aug. 1985 | MB       | 2020           | 2026        |
| Vojin Ćaćić               |     | Montenegro         | 2,02 m | 31. März 1990 | AA       | 2025           | 2026        |
| Leonard Graven            | 17  | Deutschland        | 1,80 m | 22. Apr. 2004 | L        | 2024           | 2026        |
| Daniel Habermaas          |     | Deutschland        | 1,94 m | 29. Apr. 2005 | Z        |                | 2026        |
| Kyle Hobus                |     | Vereinigte Staaten | 2,04 m | 19. März 2000 | D        | 2025           | 2027        |
| Lucas Huckle              |     | Deutschland        | 1,86 m | 28. März 2006 | L        |                | 2026        |
| Simon Kohn                | 16  | Deutschland        | 1,90 m | 5. Aug. 2004  | AA       | 2023           | 2026        |
| Louis Kunstmann           |     | Deutschland        | 2,04 m | 10. Sep. 2000 | MB       | 2025           | 2027        |
| Gustavo Maciel            |     | Argentinien        | 2,05 m | 15. Jan. 2002 | MB       | 2025           | 2027        |
| Tim Peter                 |     | Deutschland        | 1,97 m | 18. Aug. 2025 | AA       | 2025           | 2026        |
| Simon Tabermann Uhrenholt | 18  | Dänemark           | 2,03 m | 17. Juni 2004 | D        | 2023           | 2026        |
| Parker Van Buren          |     | Vereinigte Staaten | 2,05 m | 26. Apr. 2002 | D        | 2025           | 2027        |
| Jackson Young             | 15  | Kanada             | 1,93 m | 29. Juli 2001 | AA       | 2023           | 2026        |

Positionen: AA = Annahme/Außen, D = Diagonal, L = Libero, MB = Mittelblock, Z = Zuspiel
| Neuzugänge 2025  | Neuzugänge 2025             | Abgänge 2025      | Abgänge 2025        |
| Spieler          | bisheriger Verein           | Spieler           | neuer Verein        |
| ---------------- | --------------------------- | ----------------- | ------------------- |
| Vojin Ćaćić      | Epicentr-Podolyany Horodok  | Nasar Hetman      | unbekannt           |
| Daniel Habermaas | Young Stars Friedrichshafen | Wessel Keemink    | unbekannt           |
| Kyle Hobus       | Hypo Tirol Innsbruck        | Milan Kvržić      | TV Rottenburg       |
| Lucas Huckle     | Young Stars Friedrichshafen | José Masso        | PAOK Thessaloniki   |
| Louis Kunstmann  | University of Calgary       | Severi Savonsalmi | unbekannt           |
| Gustavo Maciel   | Ciudad Voley                | Michał Superlak   | GKS Katowice        |
| Parker Van Buren | Loyola University Chicago   | Ivan Zeljković    | HAOK Mladost Zagreb |

Der Cheftrainer ist seit 2024 der Pole Adam Swaczyna. Er hat einen Vertrag bis 2027. Radomir Vemic arbeitet als Scout. Die Ärzte Patrick Frei und Patrick Suntheim sowie der Physiotherapeut und Athletiktrainer Edvart Aasen sorgen für die medizinische Betreuung.

### Geschichte

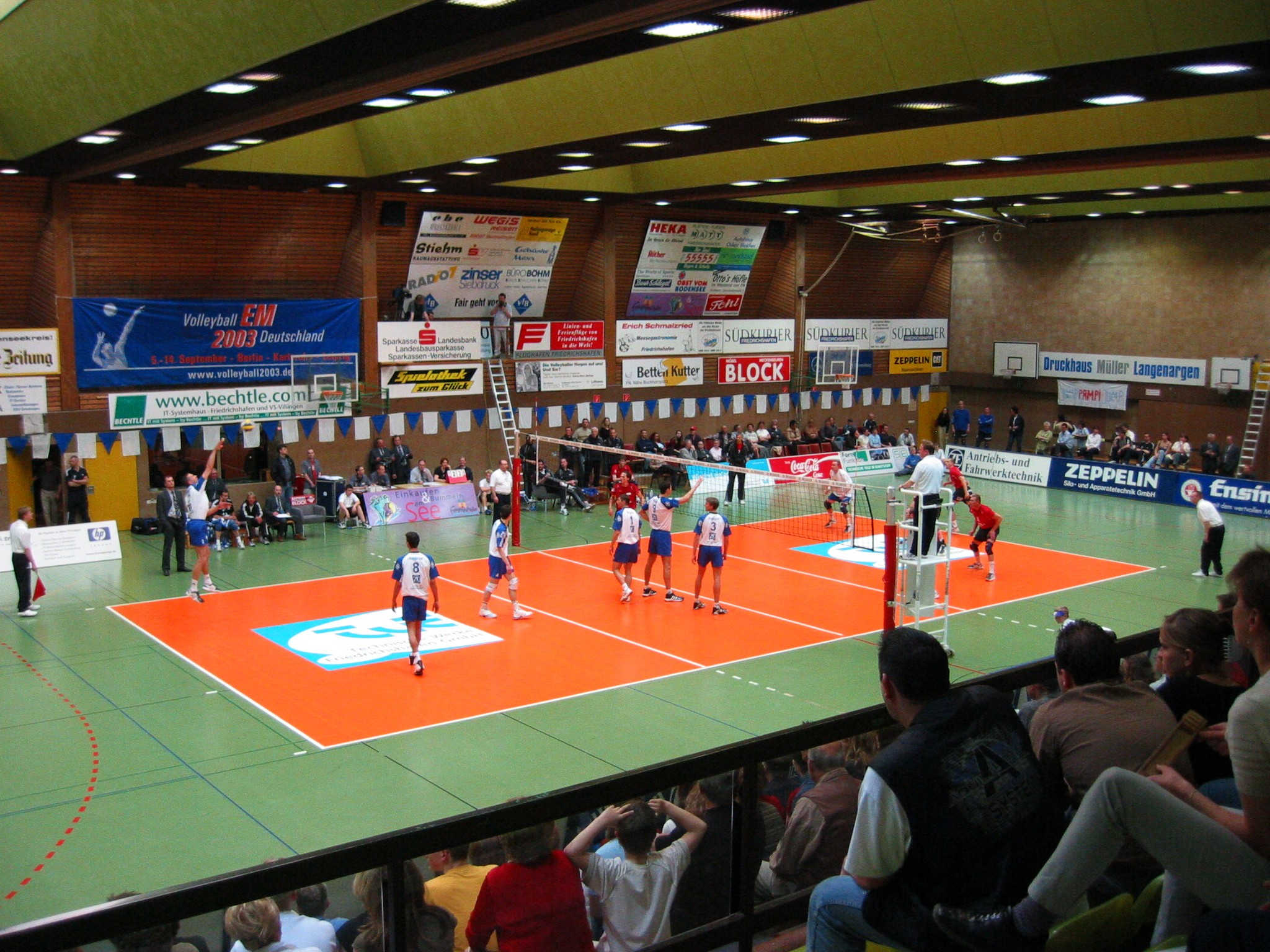
Spiel des VfB Friedrichshafen gegen Bad Saulgau in der Bundesliga-Saison 2003

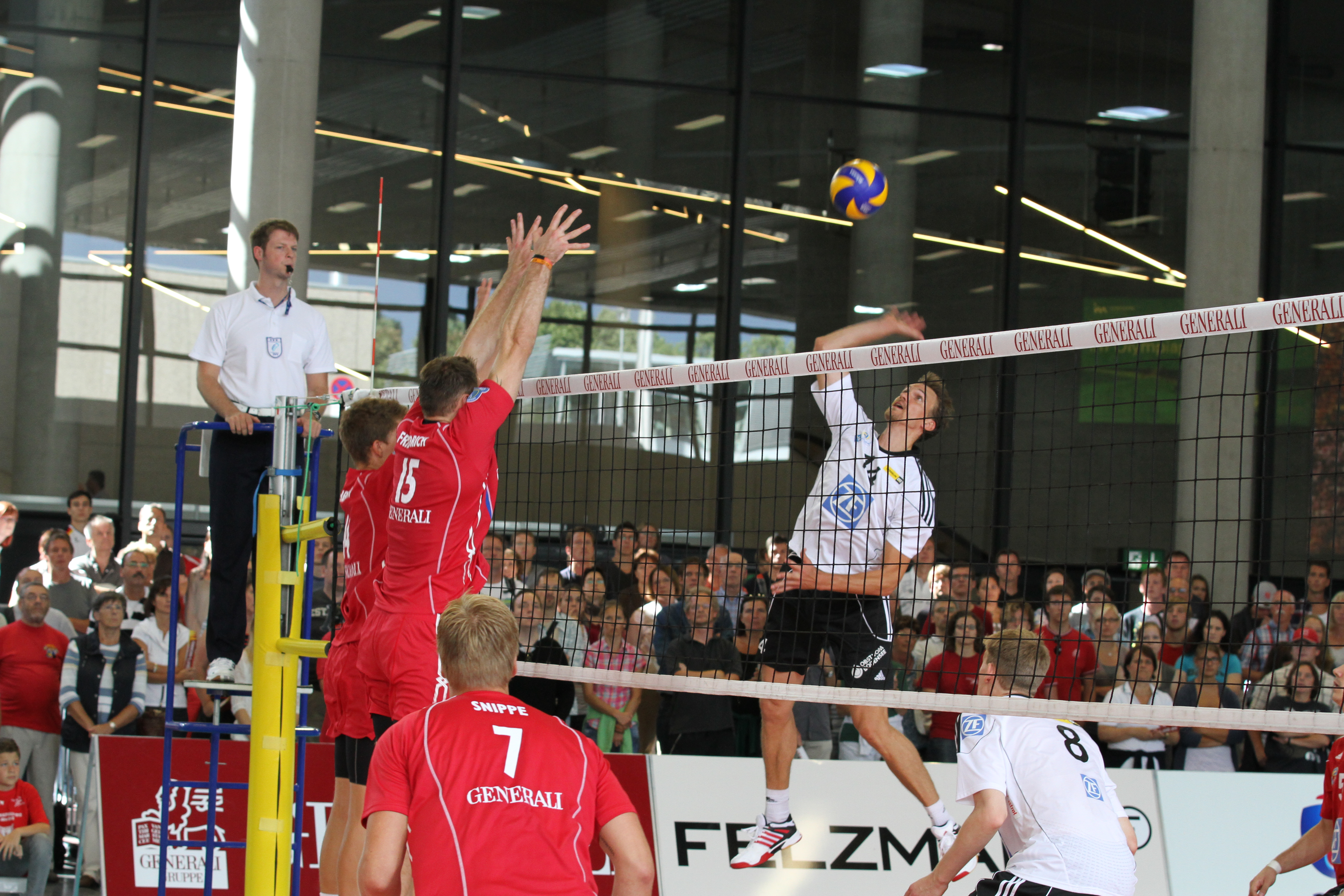
Friedrichshafen greift gegen Haching an, Saisonvorbereitungsspiel August 2012

Seit 1969, als der Abteilungsleiter Wolfgang List das erste Team für die Bezirksliga anmeldete, wird Volleyball in Friedrichshafen organisiert gespielt. 1972 wurde die Volleyball-Spielgemeinschaft Bodensee (VSG Bodensee), die sich aus Spielern aus Friedrichshafen, Langenargen, Lindau und Kressbronn zusammensetzte, auf Initiative von Peter Hedrich gegründet. Durch den Beitritt des rumänischen Nationalspielers Gelu Stein und die Verfeinerung der Technik und Taktik gelang 1980 der Aufstieg in die zweite Bundesliga. Ein Jahr später kam Friedrichshafen in die erste Bundesliga. Am 23. Januar 1982 erlangte der Verein mit einem 3:2 den ersten Sieg in der Volleyball-Bundesliga gegen Orplid Frankfurt. Dieses Bundesliga-Gastspiel dauerte allerdings nur eine Saison, denn am Ende stieg die Mannschaft als Tabellenletzter ab. Trainer Gelu Stein beendete seine Karriere und wurde durch den Luxemburger Marc Gerson ersetzt, der 1984 gegen den VfL Sindelfingen den Wiederaufstieg erreichte.
Erwin Weißhaupt, Vorsitzender des „Freundeskreises der Volleyballer“ leitete als Abteilungsleiter eine neue Ära mit dem Ziel der Professionalisierung und einem Stammplatz in der ersten Liga ein. Die ersten Erfolge in der Bundesliga waren dritte Plätze in den Spielzeiten 1992 und 1993 und ein zweiter Platz 1994. Nach einer schlechten ersten Saisonhälfte 1996 wurde der Trainer Luis Ferradas durch Martin Stallmaier ersetzt, der wiederum einen zweiten Platz erreichte. Mit der Verpflichtung von Stelian Moculescu kamen auch die internationalen Erfolge: 1998 der dritte, 1999 der zweite und schließlich 2007 der erste Platz in der Champions League. 2000 wurde die VfB Friedrichshafen Volleyball GmbH, ein Wirtschaftsunternehmen, gegründet, um die Trennung der Profis von den Amateuren zu realisieren.

### Bundesliga
Seit 1987 spielt der VfB Friedrichshafen durchgehend in der ersten Bundesliga. In dieser Zeit wurde der VfB 13-mal Deutscher Meister. Von 2005 bis 2011 gewannen die „Häfler“ den Meistertitel sieben Mal in Folge, zunächst drei Mal gegen evivo Düren und dann jeweils zwei Mal gegen Generali Haching und den SCC Berlin. Diese Serie endete im Playoff-Halbfinale der Saison 2011/12, das der damalige Rekordmeister mit 1:3 Spielen gegen die Berlin Recycling Volleys verlor. Das gleiche Ergebnis gab es 2012/13 und 2013/14, als Friedrichshafen ebenfalls den Berlinern unterlag. 2014/15 gewannen die Friedrichshafener nach 3:2-Finalsiegen gegen Berlin zum dreizehnten und bis dato letzten Mal den Titel. In der folgenden Saison musste sich Friedrichshafen beim Abschied von Trainer Stelian Moculescu im Finale erneut den Berlinern geschlagen geben. Auch in den kommenden Jahren standen sich jeweils Friedrichshafen und Berlin in den Finalspielen der Playoffs gegenüber. Der VfB konnte sich aber keinen weiteren Titel mehr sichern.

Das bis 2022 von den Volleyballern verwendete Logo

### DVV-Pokal

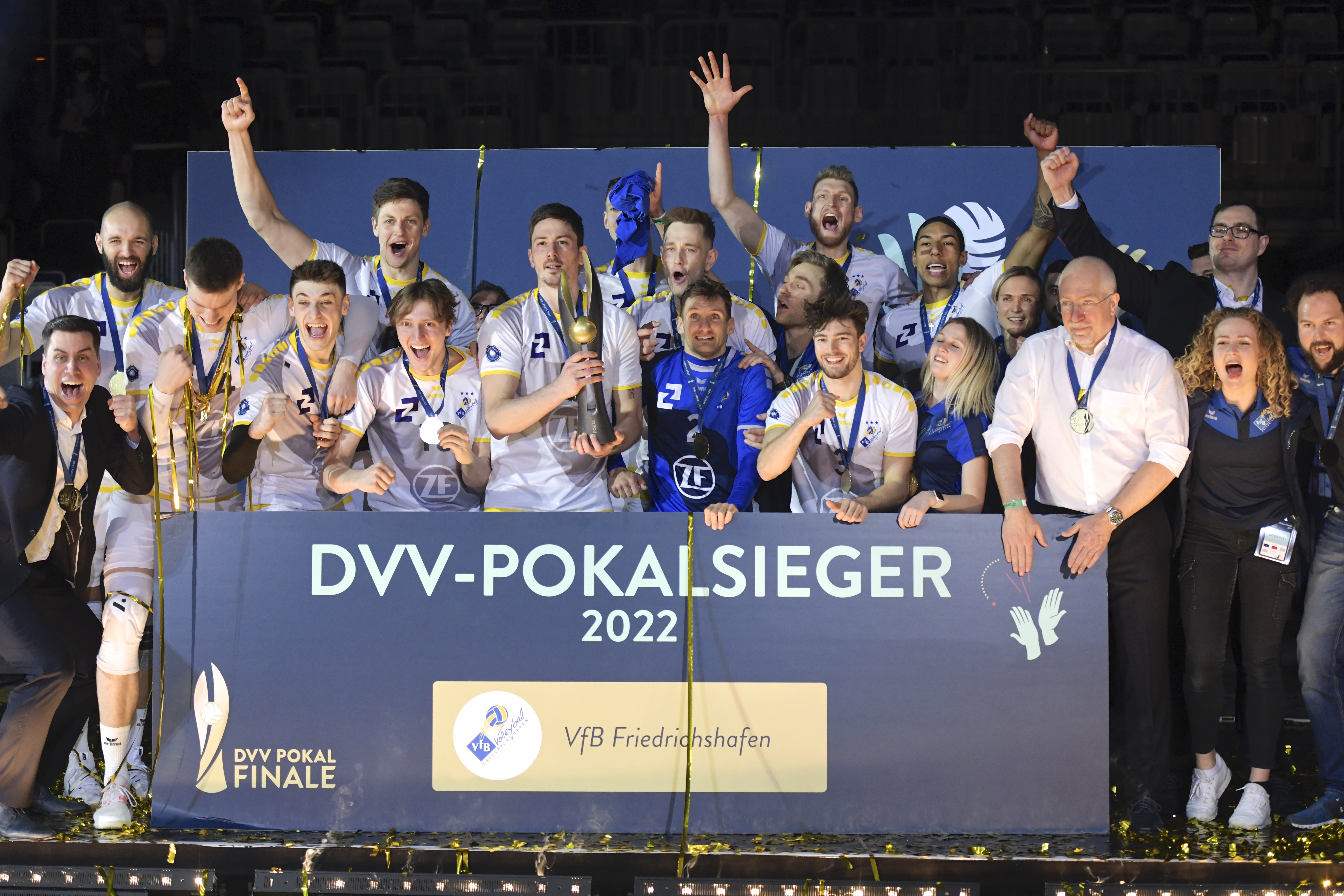
Friedrichshafen bei der Pokalsiegerehrung 2022

Der VfB Friedrichshafen gewann den DVV-Pokal 1998 zum ersten Mal. Zwischen 2001 und 2008 war der VfB Friedrichshafen auf den DVV-Pokal abonniert. Der Klub vom Bodensee gewann die bronzene Trophäe in dieser Zeit acht Mal in Folge. In der Saison 2009/10 scheiterte der VfB im Halbfinale gegen evivo Düren mit 1:3 und verpasste somit den Einzug ins Endspiel. In der folgenden Saison gelang der Mannschaft wieder der Einzug ins Finale, in dem sie gegen Generali Haching mit 2:3 unterlag. Im Endspiel 2012 besiegte Friedrichshafen den Titelverteidiger Haching mit 3:0 und gewann somit zum elften Mal den DVV-Pokal. In der Saison 2012/13 musste sich der VfB beim Viertelfinale in Düren mit 0:3 geschlagen geben. 2014 gelang dem Team der nächste Titelgewinn durch ein 3:2 im Endspiel gegen Berlin und 2015 schlug der VfB im Finale die SVG Lüneburg mit 3:0. In der Saison 2015/16 schied der Titelverteidiger im Viertelfinale gegen die United Volleys Rhein-Main aus. Beim Finale 2017 in Mannheim gewann Friedrichshafen mit 3:1 gegen Titelverteidiger Berlin Recycling Volleys den Pokal. Den 17. und damit vorerst letzten DVV-Pokalsieg sicherte sich Friedrichshafen unter Cheftrainer Mark Lebedew im Finale 2022 gegen die SVG Lüneburg.

### VBL-Supercup / Bounce House Cup
Erstmals in der Saison 2016/17 fand am 16. Oktober 2016 in der Berliner Mercedes-Benz Arena der VBL-Supercup mit zwei Männermannschaften statt. Der VfB Friedrichshafen als Vize-Meister traf auf den Deutschen Meister Berlin Recycling Volleys. Mit 3:0 gewann Friedrichshafen vor 5.624 Zuschauern und wurde damit erster deutscher Volleyball-Supercup-Sieger der Männer. Auch 2017 und 2018 (jeweils in Hannover) gewannen die Häfler gegen Berlin. Seit der Saison 2021/22 wird der Supercup bei den Männern nicht mehr ausgetragen. Stattdessen bestreiten alle Bundesligisten in der Hildesheimer Volksbank-Arena den Bounce House Cup. Sowohl 2022 als auch 2023 unterlag Friedrichshafen im Finale den Berlin Recycling Volleys und sicherte sich Platz zwei.

### Europapokal
Seit 1999 spielt der VfB Friedrichshafen durchgehend in der Champions League, dem wichtigsten europäischen Vereinswettbewerb. Vier Mal – 2007, 2005, 2000 und 1999 – erreichten die Häfler die Final Four, 2007 gewannen sie als erster deutscher Volleyballverein die Champions League. Im Finale am 1. April 2007 wurde der Sieger von 2005, Tours VB, mit 3:1 (25:20, 26:24, 23:25, 25:19) besiegt.
Als deutscher Meister nahm der VfB Friedrichshafen in der Saison 2009/10 zum zwölften Mal an der Champions League teil. In der Vorrunde trafen die „Häfler“ hierbei auf Pallavolo Piacenza, Panathinaikos Athen und Jastrzębski Węgiel und wurden Gruppensieger. Anschließend schieden sie im Play-off gegen Hypo Tirol Innsbruck mit 3:1 und 0:3 aus. 2010/11 traf der VfB in der Vorrunde auf die polnische Mannschaft Skra Bełchatów, das italienische Team Trentino Volley und Remat Zalău aus Rumänien und verpasste als Gruppendritter die Play-off-Runde. 2011/12 wurden die Häfler in der Vorrunde Gruppenzweiter, waren dann im Achtelfinale mit 3:0 und 3:2 gegen Tours Volley-Ball erfolgreich und schieden schließlich im Viertelfinale mit 0:3 und 0:3 gegen VK Zenit-Kasan aus. In der Saison 2012/13 startete Friedrichshafen mit einer Wildcard, schied aber als Dritter der Gruppe mit Kasan, Knack Roeselare und Innsbruck nach der Vorrunde aus. 2013/14 spielte der VfB in der Champions-League-Vorrunde gegen Roeselare, Zaksa Kędzierzyn-Koźle und Galatasaray Istanbul. Als schlechtester Gruppenzweiter verpasste die Mannschaft die Play-offs und spielte in der Challenge Round des CEV-Pokals, in der sie gegen Skra Bełchatów verlor. In der Champions League 2014/15 erreichte der VfB als Gruppenzweiter die erste Playoff-Runde und schied dort gegen Resovia Rzeszów aus. Die folgende Saison endete für Friedrichshafen als Gruppendritter bereits nach der Vorrunde. 2022/23 qualifizierte das Team sich für das Achtelfinale und besiegte dort den französischen Vertreter Tours VB, ehe der VfB im Viertelfinale gegen Jastrzebski Wegiel ausschied.

### Spielstätten

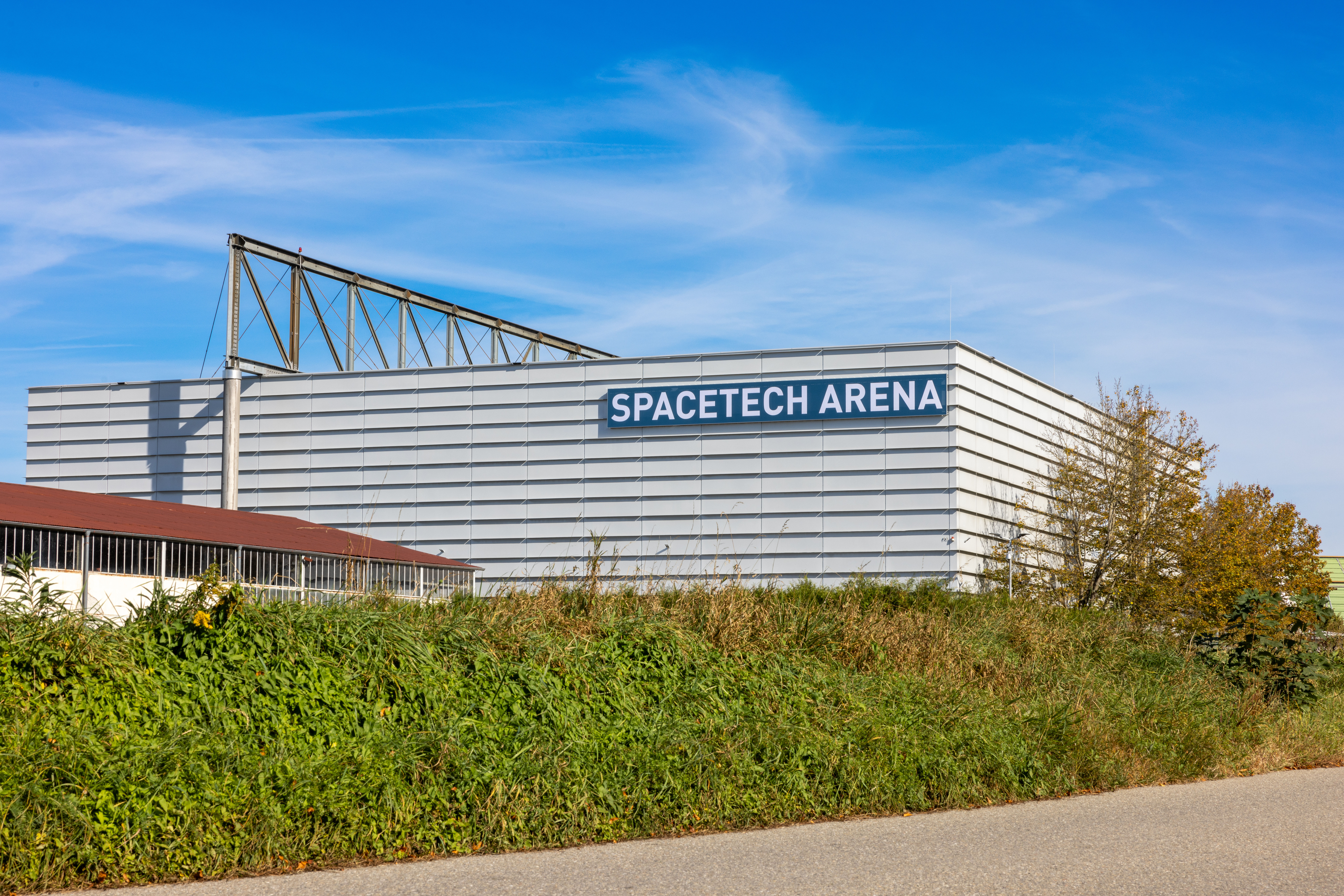
SPACETECH ARENA am Bodensee-Airport Friedrichshafen

Nachdem die Bodenseesporthalle zu klein geworden war, wurden die Volleyball-Heimspiele in die ZF-Arena Friedrichshafen verlegt. 3800 Zuschauer fanden in der Arena Platz, die 2002/03 von einer Messehalle umgebaut und als Multifunktionshalle konzipiert wurde. Zusätzlich zu einer weltweit einmaligen indirekten Beleuchtung mit über 1500 Lux bot die Arena ein Foyer mit Bewirtung sowie einen ausgedehnten VIP-Bereich, ein Leistungszentrum sowie zwei vollformatige Trainingshallen und einen voll ausgestatteten Bereich für Kunstturnen. Ende September 2020 wurde die Halle wegen baulicher Mängel geschlossen. In der Saison 2020/21 war die Zeppelin CAT Halle A1 in der Messe Friedrichshafen die Spielhalle.
In der Saison 2021/22 spielte die Mannschaft in der 110 km entfernten Ratiopharm-Arena in Neu-Ulm.
Seit Januar 2023 spielt die Mannschaft im umgebauten Hangar R am Flughafen Friedrichshafen. Seit der Saison 2023/24 trägt die Halle den Namen SPACETECH ARENA und bietet Platz für 1000 Zuschauer.

## Fußball

### Gauliga
Die Fußballabteilung des VfB gehört zu den erfolgreicheren Vereinen Württembergs. 1935 klopften die Fußballmänner erstmals an das Tor der Erstklassigkeit. In der Aufstiegsrunde zur württembergischen Gauliga scheiterten sie jedoch noch an der Konkurrenz aus Bad Cannstatt und Zuffenhausen. Sechs Jahre später setzte sich der VfB dann zunächst in den Ausscheidungsspielen gegen Eintracht Neu-Ulm durch und gewann auch die Aufstiegsrunde vor dem VfB Kirchheim/Teck und dem 1. Göppinger SV. Als Aufsteiger durfte sich der VfB dann mit den drei großen Stuttgarter Vereinen Kickers, VfB und Sportfreunde messen. Alle drei Vergleiche gingen zuhause wie auswärts verloren, dennoch gelang dem VfB als Achter und damit Drittletzter knapp der Klassenerhalt. Sowohl den 1. SSV Ulm als auch den Stuttgarter SC ließ der VfB hinter sich. Mit jeweils 4:1 landete die Mannschaft gegen den späteren Vierten VfR Heilbronn und gegen Absteiger Stuttgarter SC die beiden höchsten Saisonsiege, das 1:11 bei den Kickers in Stuttgart bedeutete die höchste Niederlage. In der Spielzeit 1942/43 gelangen dem VfB zwar die höchsten Gauligasiege der Vereinsgeschichte – 4:0 im heimischen Stadion über den SV Feuerbach und 5:1 gegen die Sportfreunde aus Stuttgart; doch mit nur zehn Punkten fand er sich am Saisonende auf dem letzten Tabellenplatz wieder. Um einen Punkt hatte die Mannschaft den Klassenerhalt verpasst.

### Oberliga
Mit der Neuorganisation des Fußballs in Deutschland nach dem Zweiten Weltkrieg gelang den Fußballmännern 1946 wieder der Sprung in die Erstklassigkeit. Für die Mannschaften der französischen Besatzungszone wurde der Spielbetrieb im Januar 1947 in einer zweigleisigen höchsten Spielklasse aufgenommen, die wahlweise als 1. Liga Südwestdeutschland, Ehrenliga oder Oberliga bezeichnet wurde. Als südwürttembergischer Verein war der VfB zusammen mit Vereinen aus Südbaden und Hohenzollern der Gruppe Süd zugeteilt. Hinter dem VfL Konstanz und dem SSV Reutlingen 05 beendete die SG Friedrichshafen die Premierensaison auf einem guten dritten Tabellenplatz (bei insgesamt acht Mannschaften). Zur Saison 1948/49 wurde die Liga auf zwölf Teams erweitert, mit 21:23 Punkten landete man auf dem achten Tabellenplatz im unteren Mittelfeld. Das 6:0 gegen den SV Laupheim bedeutete dabei den höchsten Saisonsieg, bemerkenswert war zudem der 4:3-Erfolg beim Vorjahresersten VfL Konstanz. 1949 sicherte sich Friedrichshafen als Zehnter und damit Drittletzter erneut den Klassenerhalt. Zur Saison 1949/50 durfte der Verein wieder als VfB antreten, stand jedoch vor der großen Herausforderung Qualifikation für die Oberliga Süd. Aus geographischen wie aus verbandstechnischen Gründen hätte man sich qualifizieren müssen, da für den Südwesten die Schaffung einer eingleisigen Oberliga Südwest beschlossen wurde. Als 14. von 16 Vereinen war der VfB am Ende ohne Chance und verpasste damit zugleich die Qualifikation für die II. Division, den zweitklassigen Unterbau der Oberliga Süd.

### Drittklassigkeit
Damit spielten die Fußballmänner des VfB ab 1950 in der drittklassigen Amateurliga Württemberg. Die ersten drei Spielzeiten schloss die Mannschaft auf hinteren Plätzen ab, sie wurde jedoch 1954 und 1957 jeweils Meister. Der Titelgewinn 1954 brachte dem VfB die Teilnahme an der Endrunde um die Deutsche Amateurmeisterschaft. In den Gruppenspielen setzte sich der VfB gegen den FV Daxlanden, SC Baden-Baden und den 1. FC Lichtenfels durch. Im Halbfinale gegen die Spvgg. 03 Neu-Isenburg endete das erste Spiel mit 2:2 nach Verlängerung und auch im zweiten Spiel ging es in die Verlängerung, die beim 2:3 zu Ungunsten des VfB ausfiel. 1957 berechtigte die Meisterschaft zur Teilnahme an der Aufstiegsrunde zur II. Division der Oberliga Süd. Durch eine 0:1-Niederlage gegen Borussia Fulda verpasste der VfB im Entscheidungsspiel die Rückkehr zur Zweitklassigkeit. 1959 stieg der VfB aus der höchsten württembergischen Liga ab, kehrte jedoch bereits ein Jahr später zurück, war nun aber der neu geschaffenen Amateurliga Schwarzwald-Bodensee zugeteilt, die man 1963 gewann. Der VfB schwankte dort in seinen Leistungen, ehe sich das Team 1969 erneut die Meisterschaft sichern konnte. In der Aufstiegsrunde zur zweitklassigen Regionalliga Süd scheiterte man jedoch. Es war das letzte Mal, dass der VfB an das Tor zur Zweitklassigkeit anklopfen konnte.
Stattdessen folgte 1972 sogar der Abstieg aus der Amateurliga, in welche die Häfler aber bereits 1974 zurückkehren konnten. 1978 drohte infolge einer Ligareform erneut ein Abstieg. Die Zersplitterung der drittklassigen Ligen in Baden-Württemberg sollte zur Saison 1978/79 mit der Gründung der Amateur-Oberliga beendet werden. Dank des guten fünften Platzes konnte sich der VfB zunächst für diese qualifizieren. Doch gleich die erste Saison bedeutete nach nur sechs Siegen mit Platz 19 den endgültigen Abstieg in die Viertklassigkeit.

### Aktuell: Verbandsliga Württemberg
In den Spielzeiten 2022/03, 2008 bis 2010, 2011/12, 2020 bis 2022 und wieder seit 2025 spielt der Klub in der Verbandsliga Württemberg, ansonsten trat das Team in der Landesliga Württemberg an. Seit 2020 besteht im Jugendbereich eine Kooperation mit dem VfB Stuttgart.

### DFB-Pokal
Für überregionale Aufmerksamkeit sorgten die Fußballer des VfB zwei Jahre nach dem Oberligaabstieg noch einmal durch die Qualifikation für die Hauptrunde des DFB-Pokals. In der Pokalrunde 1981 gelang dem VfB zunächst ein 3:1-Sieg beim VfB 03 Bielefeld, in der zweiten Runde schied er bei Eintracht Frankfurt mit 0:6 aus.

### Spielstätten
Bis 1911 kickten die Fußballer auf einem Schulplatzgelände, bis 1919 dann Beim Krankenhaus; kurzfristig war auch der Flugplatz Austragungsort für Fußballspiele. Seit 1919 ist das Zeppelinstadion Heimstätte des VfB. 1941 betrug das Fassungsvermögen 5.000 Zuschauer. Derzeit verfügt das Zeppelinstadion über ca. 10.000 Stehplätze und eine Tribüne mit rd. 2.000 Sitzplätzen.

## Badminton
Größter Erfolg der Badmintonabteilung war der Gewinn des Vizemeistertitels in den Spielzeiten 2000/2001 und 2001/2002 hinter dem BC Eintracht Südring Berlin bzw. hinter dem SC Bayer 05 Uerdingen. 2000/2001 waren Niels-Christian Kaldau, Xu Huaiwen, Lars Paaske, Nicol Pitro, Björn Siegemund, Claudia Vogelgsang, Ingo Kindervater, Bettina Mayer, Dennis Lens, Michael Fuchs, Peter Weinert und Falko Schmidt am Gewinn der Silbermedaillen beteiligt, im darauffolgenden Jahr Henrik Bengtsson, Tomas Johansson, Ingo Kindervater, Lars Paaske, Michael Pongratz, Björn Siegemund, Peter Weinert, Rasmus Wengberg, Xu Huaiwen, Bettina Mayer, Nicol Pitro und Claudia Vogelgsang. 1997 und 2003 reichte es für das Team nur zu Rang 3. Siegemund und Pitro erkämpften bisher auch die einzigen Deutschen Meistertitel für Friedrichshafen in den Einzeldisziplinen. 2001 gewannen beide gemeinsam das Mixed, Nicol Pitro zusätzlich auch das Damendoppel mit Nicole Grether vom SC Bayer 05 Uerdingen. Siegemund dagegen erweiterte 2004 seine Medaillensammlung durch den Titelgewinn im Herrendoppel gemeinsam mit Ingo Kindervater vom TuS Wiebelskirchen.